# František Stehlík
František Stehlík (Praga, 18 settembre 1904 – 10 giugno 1939) è stato un calciatore cecoslovacco, di ruolo difensore.

## Carriera

### Nazionale
Il 13 giugno 1926 esordisce in Nazionale giocando contro la Svezia (2-2).

## Palmarès

### Club

#### Competizioni nazionali
- Campionato cecoslovacco: 1

Viktoria Zizkov: 1927-1928